# Синдесмоз
Синдесмо́з (лат. junctúra (articulátio) fibrósa; от др.-греч. σίν- «с» + δεσμός «связь, связка») — непрерывное соединение костей посредством соединительной ткани.
Разновидности сочленения:
1. межкостные перепонки (лат. membrána interóssea) — соединительная ткань в виде мембраны заполняет большой промежуток между костями предплечья или голени;
2. фиброзные связки (лат. ligaménta fibrósa) — соединительная ткань в виде волокнистых пучков (соединения позвоночного столба) или синэластозы — жёлтые связки между дугами позвонков в виде эластической соединительной ткани;
3. швы (лат. sutúrae) — промежуточная соединительная ткань приобретает характер тонкой прослойки между костями черепа.